# Shooting Star Warrior
- ラブライブ! > ラブライブ!サンシャイン!! > Aqours > Guilty Kiss > Shooting Star Warrior

「Shooting Star Warrior」（シューティング スター ウォーリアー）は、2021年7月28日に発売された、Aqoursのミニユニット「Guilty Kiss」の1stフルアルバム。

## 概要
2021年3月19日に生配信された「ラブライブ！サンシャイン!! Aqours浦の星女学院生放送!!! ～Let’s smile smile ship Start!～」で発売が発表された。
新曲3曲と、2016年から2019年に発売されたシングル7曲と、テレビアニメBlu-ray特装限定版の全巻購入特典2曲、これまでのライブで使用されたオープニングSE2曲が収録されている。
初回生産分には「Guilty Kiss 2nd LoveLive! ～Return To Love ♡ Kiss Kiss Kiss～」のチケット最速先行抽選申込券が付属する。
Spotify、Apple Musicといったサブスクリプションでの配信は発売日当日には解禁されず、1ヶ月遅れでの解禁となった。

## チャート功績
7月27日付のオリコンデイリーランキングでは4位にランクインし、翌日の7月28日付では3位に浮上した。8月9日付のオリコン週間ランキングでは約2.1万枚を売り上げ3位にランクインした。

## 収録曲
収録内容における新曲を太字で表記する。
- 全作詞：畑亜貴

1. Shooting Star Warrior
  - 作曲：MEG、Kanata Okajima 編曲：MEG
2. Deep Sea Cocoon
  - 作曲：MEG、Kanata Okajima 編曲：MEG
3. Strawberry Trapper REMIX
  - リミックス：DJ Chika a.k.a. INHERIT
4. Strawberry Trapper
5. Guilty Night, Guilty Kiss!
6. Guilty Eyes Fever
  - TVアニメ第1期アニメイトBlu-ray全巻購入特典曲
7. コワレヤスキ
8. Shadow gate to love
9. Nameless Love Song
  - 作曲：MEG、Kanata Okajima 編曲：MEG
10. New Romantic Sailors REMIX
  - リミックス：ulala
11. New Romantic Sailors
12. Love Pulsar
13. Phantom Rocket Adventure
14. Guilty!? Farewell party
  - TVアニメ第2期アニメイトBlu-ray全巻購入特典曲

### ユニットメンバー
1. ↑  桜内梨子（逢田梨香子）、津島善子（小林愛香）、小原鞠莉（鈴木愛奈）